# Metaalconstructiebedrijf Reichardt
Reichardt was een metaalconstructiebedrijf gevestigd in Gent dat werd opgericht in 1870.

## Geschiedenis
Het bedrijf werd opgericht door Adolphe Reichardt (Arnhem 1836 – Gent 1906) en bevond zich in deze beginperiode aan de Coupure 217. In de dubbele wegwijzer der stad Gent staat Reichardt dan geregistreerd als producent van kachels, sloten en stoven. Rond 1887 verhuist het bedrijf naar Burgstraat 18 en vanaf 1893 is het te vinden aan de Holstraat 116. In 1902 nemen de zonen van Adolphe, Alfred (1873 – 1928) en Henri (1878 – 1932), het bedrijf over. Vanaf dan staat het bekend als Reichardt Frères. In 1912 vestigde het bedrijf zich uiteindelijk aan de schouwvegersstraat 20. Een jaar later won het bedrijf een gouden medaille op de wereldtentoonstelling van Gent.
Vanaf 1926 gingen de broers uiteen en zette Alfred het bedrijf alleen verder. In 1928 overleed hij en werd hij opgevolgd door zijn zoon Adolphe (1901 – 1972). Technisch tekenaar Albert Plasschaert (1913 – 1991), de schoonbroer van Adolphe, kwam in 1938 in het bedrijf als technieker en bleef er werken tot 1965.
In 1996 werd het bedrijf overgenomen door Mahy en hield het op te bestaan. De bedrijfsgebouwen zijn vandaag omgevormd tot woningen door architect Axel Devroe.

## Productie en opdrachtgevers
Bij Reichardt werden onder andere brandkoffers, kluizen en behuizingen voor stoommachines en pijpen geproduceerd, maar ook allerhande leidingen en apparaten in plaatstaal voor ventilatie of verwarming. Naast een werkplaats omvatte het bedrijf ook een technisch bureau met tekenaars en ingenieurs gespecialiseerd in plaatbewerking. Later specialiseerde het bedrijf zich in ventilatiesystemen, specifiek voor de textielindustrie.
Onder de opdrachtgevers bevinden zich onder andere Wolfers Frères en Maarten van Severen.